# Enzio Forsblom
Gustav Edvard Enzio Forsblom, född 14 mars 1920 i Lojo, död 10 februari 1996 i Vanda, var en finländsk  organist och musikforskare.
Forsblom studerade vid Sibelius-Akademin (diplom i orgelspel 1948) och vid Helsingfors universitet. Han blev filosofie doktor 1957 vid Åbo Akademi. Han verkade som organist i olika svenska församlingar i Helsingfors, var lärare i orgelspel vid Sibelius-Akademin från 1956, professor 1968–1988, och docent i musikvetenskap vid Åbo Akademi 1967–1985.
Forsblom var den ledande förkämpen i Finland för den orgelreformrörelse som bygger på barockens klangideal och spelteknik och som tar avstånd från romantikens orglar. Den första landvinningen var Marcussenorgeln i Sibbo 1951. Därpå följde flera liknande instrument, bland annat i Mejlans kyrka i Helsingfors. Forsblom påverkade i hög grad utvecklingen dels genom sin konsertverksamhet och sina skivinspelningar, dels genom att uppgöra orgeldispositioner, såsom för Finlandiahusets orgel (1973) och för Åbo domkyrkas orgel (1980, i samarbete med Erkki Alikoski och Björn-Olof Mårtenson). Han framträdde även som cembalist.
Som lärare vid Martin Wegelius-institutet deltog Forsblom även i den finlandssvenska kyrkomusikerkårens fortbildning. Han utgav Studier över stiltrohet och subjektivitet i interpretationen av J. S. Bachs orgelkomposition (1957), Mimesis: På spaning efter affektuttryck i Bachs orgelverk (1985) och Panin huilu (1990); även artiklar om registrering med mera.

## Utmärkelser
- Pro Finlandia-medaljen av Finlands Lejons orden,  1966[1]
- Kommendörstecknet av Finlands Lejons orden[1]
- Frihetsmedaljens 2. klass[1]
- Vinterkrigets minnesmedalj[1]
- Riddare av Dannebrogorden[1]

[Redigera Wikidata]